# Луи I де Монморанси-Фоссё
Луи I де Монморанси (фр. Louis I de Montmorency; ум. 1 октября 1490) — сеньор и барон де Фоссё, Барли, Отвиль, Ла Тур де Шомон (в Вексене), Ле Рупьон, Номен, Ваттин, камергер Карла VIII, основатель линии Монморанси-Фоссё.

## Биография
Второй сын Жана II де Монморанси и Жанны де Фоссё.
Унаследовал часть владений матери; по достижении совершеннолетия, в 1448 году особым соглашением уладил спорные вопросы наследования со старшим братом. Через два года его бабка по матери, Жанна де Прёр, получившая от мужа, Филиппа де Фоссё, сеньора де Бурб-сюр-Конш и Марконвиль, права на пятую часть сеньорий Фоссё, Барли и Отвиль, передала их внуку в пожизненное владение.
В 1450 участвовал в кампании по отвоеванию Нормандии у англичан, и был отмечен королём в грамоте от 15 апреля.
В 1452 под командованием Жана Бургундского, графа д'Этампа, участвовал в подавлении Гентского восстания.
Как и старший брат, был недоволен вторым браком отца, и вступил с ним в конфликт. Во время войны Лиги общественного блага, в которой Жан II и его сын от Маргариты д'Оржемон Гийом выступили на стороне Людовика XI, старшие сыновья поддержали графа де Шароле. В битве при Монлери Луи командовал двумястами копьями. Отец воспользовался переходом сыновей на сторону противника, и лишил их наследства, передав земли дома Монморанси Гийому. В 1472 король утвердил это пожалование.
После смерти Жана II Луи начал в Парижском парламенте процесс о наследстве. Его старший брат умер на несколько дней раньше отца, а кутюмы Парижа не признавали наследования по праву представительства, поэтому его сын Жан II де Нивель не мог заявить свои претензии. 20 июня 1483 парламент присудил Гийому доходы от спорных владений, но Луи опротестовал это решение, и 27 октября стороны заключили в Парижском превотстве соглашение, по которому Луи получал часть дохода и узуфрукта с владений, расположенных в Иль-де-Франсе, а кроме того Гийом передал ему сеньорию Ла Тур-о-Бег в Шомон-ан-Вексене.
С этого времени Луи де Фоссё носил формальный титул барона де Монморанси, хотя, в отличие от Жана II де Нивеля, сумевшего получить от младшего дяди четверть этой сеньории, ничем там не владел.
В 1490 году он отправился в паломничество в Сантьяго-де-Компостелу, и умер во время путешествия.

## Семья
Жена (ок. 1450): Маргарита де Вастин (Ваттин) (ум. 28.02.1490), дочь Жана де Ваттина и Маргариты д'Обершикур. Принесла в приданое сеньории Вастин (Ваттин) и Номен
Дети:
В грамоте Людовика XI, данной в Домпьер-ле-Эдене в июне 1464 года, упоминается о шести маленьких детях Луи и Маргариты, но сведения сохранились только о четырех:
- Ролан де Монморанси-Фоссё (ум. 1506). Жена (14.10.1483): Луиза д'Оржемон (ум. после 1529), дама де Байе-сюр-Эш, дочь Шарля д'Оржемона, сеньора Байе и Мери, и Жанны Дове
- Ожье де Монморанси-Вастин (ум. 1523), сеньор де Ваттин. Жена (6.04.1486): Анна де Вандежи, дочь Санса, сеньора де Ванделе и Вандежи, и Жанны де Бофор де Грантен. Основатель линии Монморанси-Вастин, принцев де Робек
- Сиприен де Монморанси-Фоссё (ум. 1528), сеньор де Барли. Жена (до 1493): Мари де Марке, дочь Робера де Марке и Анны де Лоинель. Брак бездетный
- Жан де Монморанси-Фоссё (ум. до 1530), сеньор де Рупи и Номен. Жена: Жанна Генриетта де Беркю, дочь Кантена де Беркю и Анастази де Ланда. Основатель линии Монморанси-Рупи

Бастард:
- Эктор, бастард де Фоссё. Упоминается в двух хартиях от 1490 и 1506